# Pierre-Ambroise Bosse
Pierre-Ambroise Bosse (nato Bossé; Nantes, 11 maggio 1992) è un mezzofondista francese, campione mondiale degli 800 metri piani a Londra 2017.
È l'attuale primatista francese degli 800 metri piani, specialità in cui può vantare, oltre al titolo mondiale, due bronzi europei (Helsinki 2012 e Berlino 2018) e un quarto posto olimpico a Rio de Janeiro 2016. A livello giovanile è stato anche campione europeo juniores a Tallinn 2011 e campione europeo under 23 a Tampere 2013.

## Palmarès
| Anno | Manifestazione  | Sede           | Evento      | Risultato  | Prestazione | Note                                     |
| ---- | --------------- | -------------- | ----------- | ---------- | ----------- | ---------------------------------------- |
| 2010 | Mondiali U20    | Moncton        | 800 m piani | 8º         | 1'53"52     |                                          |
| 2011 | Europei U20     | Tallinn        | 800 m piani | Oro        | 1'47"14     |                                          |
| 2012 | Europei         | Helsinki       | 800 m piani | Bronzo     | 1'48"83     |                                          |
| 2012 | Giochi olimpici | Londra         | 800 m piani | Semifinale | 1'45"10     |                                          |
| 2013 | Europei U23     | Tampere        | 800 m piani | Oro        | 1'45"79     |                                          |
| 2013 | Mondiali        | Mosca          | 800 m piani | 7º         | 1'44"79     |                                          |
| 2014 | Europei         | Zurigo         | 800 m piani | 8º         | 1'46"55     |                                          |
| 2015 | Mondiali        | Pechino        | 800 m piani | 5º         | 1'46"63     |                                          |
| 2016 | Europei         | Amsterdam      | 800 m piani | 5º         | 1'45"79     |                                          |
| 2016 | Giochi olimpici | Rio de Janeiro | 800 m piani | 4º         | 1'43"41     | Miglior prestazione personale stagionale |
| 2017 | Mondiali        | Londra         | 800 m piani | Oro        | 1'44"67     | Miglior prestazione personale stagionale |
| 2018 | Europei         | Berlino        | 800 m piani | Bronzo     | 1'45"30     |                                          |
| 2019 | Mondiali        | Doha           | 800 m piani | Semifinale | 1'47"60     |                                          |
| 2021 | Europei indoor  | Toruń          | 800 m piani | 6º         | 1'50"13     |                                          |
| 2021 | Giochi olimpici | Tokyo          | 800 m piani | Semifinale | 1'48"62     |                                          |

## Altre competizioni internazionali
2016
- Argento al Bauhaus-Galan ( Stoccolma), 800 m piani - 1'45"98